# Lasionycta curta
Lasionycta curta là một loài bướm đêm trong họ Noctuidae.